# Skander Djamil Athmani
Skander Djamil Athmani (geboren 21. Juni 1992 in Constantine) ist ein algerischer Leichtathlet im Regel- und Behindertensport. Er ist auf den Sprint über 100 und 400 Meter spezialisiert.

## Sportliche Karriere
2014 gewann Athmani bei den Leichtathletik-Afrikameisterschaften in Marokko Bronze im Staffellauf über 4 × 100 m. Bei den Leichtathletik-Afrikameisterschaften 2016 in Durban kam er mit seiner Staffel auf den vierten Platz. 2017 trat Athmani zudem für die Université Constantine 2 bei der Sommer-Universiade in Taipeh an. Im Behindertensport nahm er erstmals 2020 an den Sommer-Paralympics für Algerien teil. Athmani gewann eine Silbermedaille im 100-Meter-Sprint der Startklasse T13. Einige Tage später gewann er zudem Gold über 400 Meter und stellte mit einer Zeit von 46,70 Sekunden einen neuen Weltrekord auf. Bei den Para-Leichtathletik-Weltmeisterschaften 2024 in Kobe gewann Athmani zwei weitere Goldmedaillen im 100- und 400-Meter-Sprint, was er bei den Paralympics 2024 in Paris wiederholte.